# جدیدیه

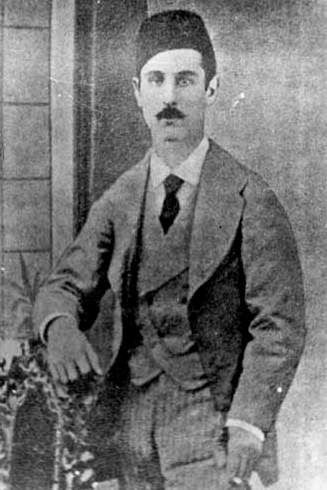
اسماعیل گاسپرالی، بنیانگذار جدیدیسم، در پوشش اروپایی

جدیدیسم (به روسی: Джадидизм) یا جدیدگرایی جنبشی مدرنیست و اصلاح‌طلب درون امپراتوری روسیه در اواخر سده ۱۹ و اوایل سده ۲۰ بود. در این دوران جدیدیست‌ها در برابر قدیمیست‌ها که مسلمانان محافظه‌کار روسیه بودند، به مبارزه می‌پرداختند.
جدیدیست‌ها تبلیغ می‌کردند که مسلمانان در امپراتوری روسیه وارد یک دوره از پوسیدگی شده‌اند و تنها می‌توانند با کسب دانش مدرن اروپایی اصلاح شوند. اگر چه تفاوت‌های قابل توجه ایدئولوژیک در درون این حرکت اجتماعی مشخص بود ولی آن‌ها در استفاده گسترده از رسانه‌های چاپی در ترویج پیام‌های خود را و دفاع از اصول جدید و روش مدرن تعلیم در مدارس رایج امپراتوری روسیه مشترک نقطه نظرهای مشترکی داشتند.
جدیدیست‌ها پس از پیشرفت‌های فراوان، در دوره استالین سرکوب شدند، اما بعد از سقوط اتحاد جماهیر شوروی به رسمیت شناخته شدند و در ازبکستان از آن‌ها قدردانی شد. جدیدیست‌ها به‌طور معمول خود را با اسامی ترکی نظیر Taraqqiparvarlar (ترقی‌خواهان)، Ziyalilar (روشنفکران) یا به سادگی Yäşlär/Yoshlar (جوانان) می‌نامیدند.

## ارتباط با علما
جدیدیست‌ها اغلب افکار ضد روحانیت داشتند. بسیاری از علمای مخالف، جدیدیست‌ها را غیر اسلامی و بدعت‌آور می‌دانستند. بسیاری از جدیدیست‌ها علما را قدیمیست (طرفداران روش‌های قدیمی) می‌نامیدند و آن‌ها را نه تنها به بازدارنده‌های اصلاحات مدرن بلکه به عنوان فاسد قلمداد می‌کردند. اسماعیل گاسپرالی در اثر خود با نام الندا که در قاهره به چاپ رسانید، کارتونی را منتشر کرد که تجسم ملاها و شیوخ به عنوان موجوداتی شهوانی بود، که مانع از جایگاه برحق زنان به عنوان اعضای برابر جامعه می‌شوند و از حسن نیت و اعتماد مسلمانان سوء استفاده می‌کنند.
برای روشن شدن موضوع باید تأکید کرد که جدیدیست‌ها اظهار می‌کردند که علما به عنوان یک طبقه برای حفظ جامعهٔ مسلمان لازم بودند، اما در عین حال تبلیغ می‌کردند که علمایی که با نظرات جدیدیست‌ها مخالف‌اند با اسلام واقعی بیگانه‌اند.

## اصلاحات آموزشی

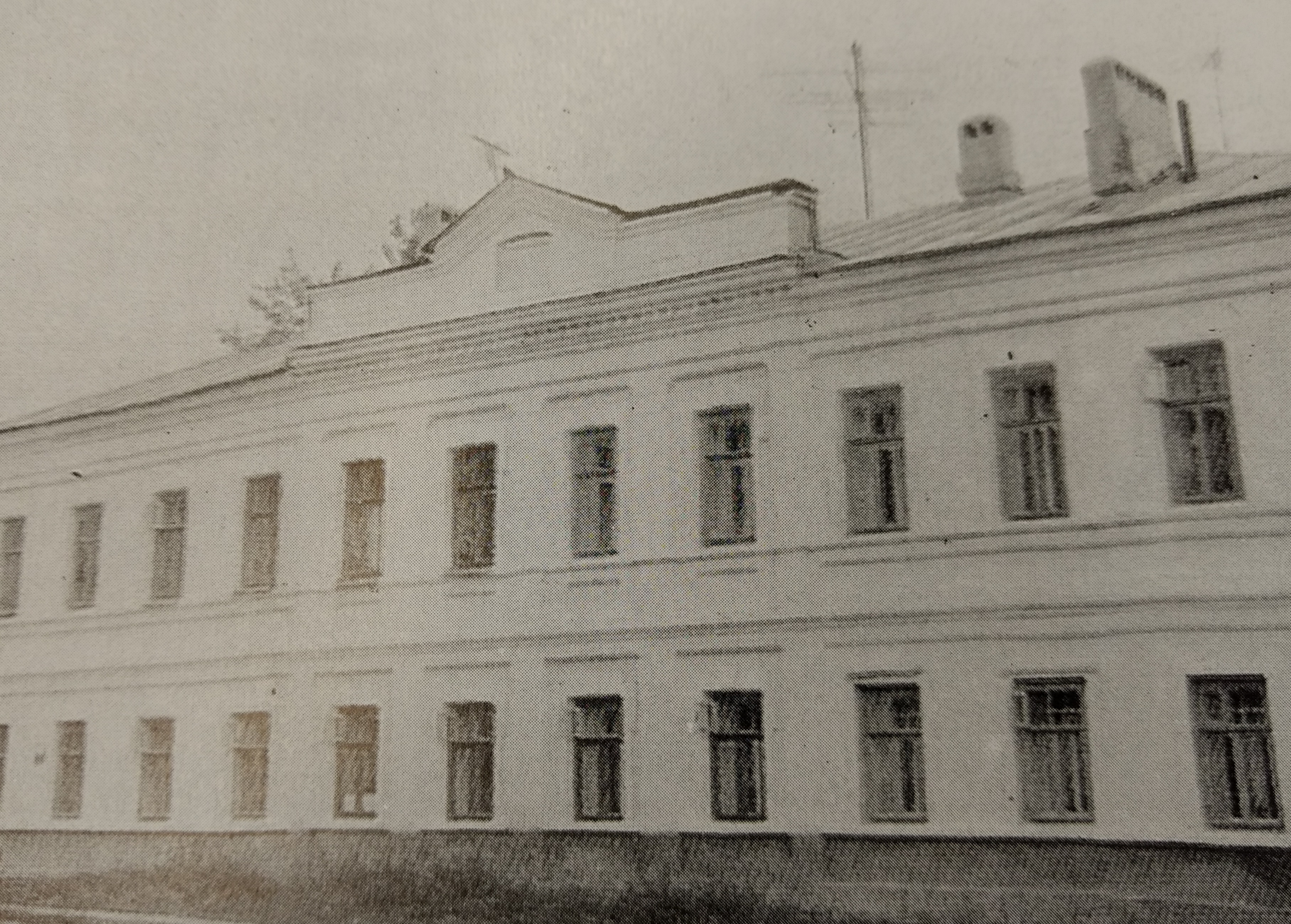
مدرسه جدیدیست مرجانی در کازان

یکی از اهداف اصلی جدیدیست‌ها اصلاحات در سیستم آموزشی بود. آن‌ها می‌خواستند مدارس جدید طرز تدریس کاملاً متفاوتی نسبت به مکتب‌های آن عصر داشته باشند.
سیستم تعلیمات سنتی تنها گزینه برای محصلان در آسیای میانه نبود، اما آن به مراتب محبوب‌تر از مدارس روس بود. در سال ۱۸۸۴ دولت تزاری در ترکستان مدارس «بومیان در روسیه» را تأسیس کرد. این مدارس به ترکیب تعلیم زبان روسی و درس تاریخ به شیوه مکتب‌ها و آموزش توسط معلمان بومی شروع کردند. بسیاری از معلمان بومی جدیدیست بودند، اما این مدارس به اندازه کافی گسترده نبودند که در بخش بزرگی از جمعیت به تحول فرهنگی که مورد نظر جدیدیست‌ها بود، برسند. با وجود این، حاکمان ولایات سعی داشتند که مطالبی را که در مکتب می‌توان انتظار تعلیم داشت در برنامه آموزشی این مدارس قرار دهند. در هر حال کودکان بسیار کمی به مدارس روسی می‌رفتند. به عنوان مثال در سال ۱۹۱۶ کمتر از ۳۰۰ مسلمان در مدارس بالاتر از ابتدایی آسیای میانه حضور داشتند.
در سال ۱۸۸۴ اسماعیل گاسپرالی برای اولین بار مدرسه‌ای با «روش جدید» در کریمه تأسیس نمود. شهرت این مدارس در میان تاتارها به سرعت پخش شد و روشنفکرانی چون موسی بیگییف خود به گسترش مدارس با روش جدید در آسیای میانه کمک کردند.
جدیدیست‌ها در مدارس خود بر استفاده از زبان بومی (اغلب ترکی) به جای روسی یا عربی تأکید داشتند. آن‌ها بر خلاف مکتب‌ها اجازه تنبیه بدنی محصلان را نمی‌دادند. آن‌ها همچنین دختران را برای حضور در مدرسه تشویق می‌کردند، اگر چه والدین کمی مایل به ارسال دختران خود به مدرسه بودند.

## جدیدیست‌ها در مناطق مختلف

### باشقیرستان
زین‌الله رسولف رهبر مذهبی برجسته باشقیر در قرن ۱۹ در میان مهم‌ترین نمایندگان جدیدیست و مؤسس یکی از اولین مدرسه‌ها به شیوه جدید بود.

### تاتارستان
برخی از آن‌ها همچون موسی بیگییف و عبدالرشید ابراهیموف از حامیان اصلاحات مذهبی بودند، در حالی که دیگران خواستار اصلاحات آموزشی بودند.

### قفقاز
در شمال قفقاز زبان‌های قفقازی و ترکی برای اشاعه ایده‌های جدیدیست‌ها استفاده می‌شد. فارسی، زبان جدیدیست‌ها در دهه ۱۹۰۰ در آسیای میانه بود و برنامه یا ایدئولوژی پان‌ترکیسم در آن زمان میان جدیدیست‌ها جریان نداشت.

### آسیای میانه
از نظر بیشتر روس‌ها در ترکستان، سنت‌های مذهبی نشانه‌های ضد تمدن و فرهنگ بودند. بنابراین روس‌ها در ارتباط با مذهبیون مسلمان بی‌رغبت بودند و به علما به صورت افراط‌گرایان خطرناک سنتی می‌نگریستند.
به منظور جدا نگه داشتن روس‌ها و اهالی ترکستان، اقامت در تاشکند پایتخت ترکستان محدود به نخبگان روس بود. به‌علاوه بسیاری از شهرها در ترکستان محله‌های جدایی برای اهالی روس و «بومی» (یک اصطلاح تحقیرآمیز آسیایی مرکزی) داشتند. روس‌ها برای محدود کردن قدرت سیاسی جدیدیست‌ها در حالی که به ظاهر دسترسی بیشتری به نظام سیاسی ایجاد می‌شد، در موازات با مانیفست اکتبر ۱۹۰۵، جمعیت ترکستان را به «بومی» و «غیر بومی» تقسیم کردند تا هر گروه در انتخابات قادر به ارسال یک نماینده به مجلس دوما بشوند. این سیستم به «غیربومی‌ها» (روس‌ها) حق رای دو سوم اکثریت را در دوما می‌داد با وجود اینکه آن‌ها از کمتر از ده درصد از جمعیت ترکستان را تشکیل می‌دادند. به دلیل قدرت و مانور سیاسی حکومت، جدیدیست‌ها موفق به رسیدن به هدف خود به منظور برابری تحت حکومت امپراتوری روسیه در ترکستان نشدند.
«منور کاری» اولین مدرسه به شیوه جدیدیست‌ها را در آسیای میانه تأسیس کرد. مدارس جدید و مکتب‌های سنتی تحت حکومت روسیه با کشاکش و هم‌زمان مشغول کار بودند. روس‌ها با سیاست ضد مدرن و سنتی و با همراهی محافظه‌کاران اسلامی قصد خودداری از مخالفت‌ها در مدارس را داشتند تا مردم در حالت مرگ کاذب باشند و از نفوذ ایدئولوژی خارجی جلوگیری شود.
در سال ۱۹۱۶، تعداد موسسات آموزشی که توسط جدیدیست‌ها اداره می‌شد به بیش از ۵۰۰۰ رسید. جدیدیست‌ها منشأ تأسیس یک مدرسه در آرتوش توسط بهاالدین موسایف و حسین موسایف بودند. در سال ۱۹۳۴ مدارسی به شیوه جدیدیست‌ها توسط اتحادیه پیشرفت اویغور در کاشغر ساخته شد. رهبر جدیدیست‌ها اسماعیل گاسپرالی الهام‌بخش برهان شهیدی بود. اولین وزیر کشور جمهوری ترکستان شرقی در کاشغر یونس بیگ بود که قبلاً همکار مقصود محیطی بود. مقصود محیطی یک تاجر بود که در گسترش جدیدیسم در تورفان فعالیت کرده بود. مدارس جدیدیست‌ها همچنین در سین کیانگ برای تاتارهای چین تأسیس شد. در یکی از این مدرسه‌ها تاتارهای جدیدیست به ابراهیم مطیعی تدریس زبان اویغوری دادند.

## روابط جدیدیست‌ها و بلشویک‌ها

### پس از ۱۹۱۷
با انقلاب اکتبر سال ۱۹۱۷ بلشویک‌ها اقدام به ایجاد جمهوری‌های ملی برای گروه‌های قومی کردند. در این دوره جدیدیست‌ها شروع به اشاعه افکار ملی‌گرایانه نمودند.
بلشویک‌ها حاضر به کمک به جدیدیست‌ها در تحقق اهداف آن‌ها بودند، اما مطابق شرایط بلشویک‌ها. بلشویک‌ها در ایجاد ساختارهای مورد نیاز جدیدیست‌ها همچون مدارس به شیوه جدید و چاپ مطبوعات کمک می‌کردند. در عین حال بلشویک‌ها در دستور کار خود مهار انرژی جدیدیست‌ها را در نظر داشتند.
بلشویک‌ها و جدیدیست‌ها همیشه در یک جهت حرکت نمی‌کردند. جدیدیست‌ها امیدوار بودند که یک ملت متحد برای همه مردم ترک و مسلمان ایجاد کنند، در حالی که بلشویک‌ها بر اساس اطلاعات قوم‌نگاری در پی آن بودند که آسیای میانه را به جمهوری‌های قومی تقسیم کنند.
به عنوان یک چالش رسمی به مدل بلشویکی کشورسازی، جدیدیست‌ها یک دولت موقت یکپارچه را در شهر خوقند تأسیس نمودند تا استقلال خود را از اتحاد جماهیر شوروی حفظ کنند. پس از تنها یک سال، ۱۹۱۸–۱۹۱۷، خوقند توسط نیروهای شورای تاشکند فروپاشید. نزدیک به ۱۴٬۰۰۰ نفر، از جمله بسیاری از جدیدیست‌های پیشرو، در طی قتل‌عام و پس از آن کشته شدند.
در اواخر دهه ۱۹۳۰، برنامه ساخت و ساز ملل بلشویک منجر به تقسیم ترکستان به پنج کشور متمایز یعنی ازبکستان، قزاقستان، تاجیکستان، ترکمنستان و قرقیزستان شد.
به تدریج که جدیدیست‌ها با کارکرد درونی نظام شوروی آشناتر شدند، به بلشویک‌ها مشخص شد که دیگر نمی‌توانند به‌طور کامل آن‌ها را دستکاری کنند. در نتیجه، بلشویک‌ها نیروهای محلی آسیای میانه را تشکیل دادند که از لحاظ ایدئولوژیکی به انقلابیون سوسیالیست متصل بودند و از عمل مذهبی اسلامی جدا شده بودند. بالاخره این طبقه جدید رشد کرد و جدیدیست‌ها را تحت‌الشعاع قرار داد و آن‌ها را از حیاط اجتماعی جامعه دور کردند.

### پس از ۱۹۲۶
با مرگ ولادیمیر لنین در سال ۱۹۲۴ ژوزف استالین فشار برای قدرت خود را آغاز کرد در نهایت این منجر به حذف مخالفان سیاسی خود و تحکیم قدرت او شد. در نتیجه این تثبیت، تا سال ۱۹۲۶، حزب کمونیست در قدرت منطقه‌ای خود در آسیای میانه احساس امنیت کرد و منجر به متهم کردن روحانیان بدون کمک جدیدیست‌ها شدند.
بدتر از آن، جدیدیست‌ها قربانیان همان تصفیه‌هایی شدند که بر روی رقبای اصلی آن‌ها، علما و روحانیت اسلامی انجام می‌شد. بدین ترتیب جدیدیست‌ها به عنوان سخنگوی بورژوازی محلی محکوم شدند و عاملان ضدانقلابی محسوب می‌شدند که باید از کارشان محروم شوند و در صورت لزوم بازداشت و اعدام شوند.
در طول دهه ۱۹۲۰ و ۳۰، تقریباً تمام روشنفکران آسیای میانه، از جمله نویسندگان و شاعران برجستهٔ جدیدست، مانند چپلن و عبدالرئوف فطرت، پاکسازی شدند. با این حال، جدیدیست‌ها در حال حاضر به عنوان «قهرمانان ملی ازبکستان» در ازبکستان پس از شوروی احیا شدند.

## یادداشت
1. ↑  Kendzior, Sarah (November 1, 2016). "The Death of Islam Karimov and the Unraveling of Authority in Uzbekistan". World Politics review.
2. ↑  Khalid (1998), p. 93.
3. ↑  Kuttner
4. ↑  Khalid (1998), pp. 24–25.
5. ↑  Khalid (1998), pp. 158–159.
6. ↑  N. A. Bobrovnikov, as quoted in Khalid (1998), p. 84.
7. ↑  Khalid (1998), p. 161.
8. ↑  Keller (2001), p. 15.
9. ↑  Françoise Companjen; László Károly Marácz; Lia Versteegh (2010). Exploring the Caucasus in the 21st Century: Essays on Culture, History and Politics in a Dynamic Context. Amsterdam University Press. p. 63. ISBN 978-90-8964-183-0.
10. ↑  Françoise Companjen; László Károly Marácz; Lia Versteegh (2010). Exploring the Caucasus in the 21st Century: Essays on Culture, History and Politics in a Dynamic Context. Amsterdam University Press. pp. 74–75. ISBN 978-90-8964-183-0.
11. 1 2 3  Sahadeo (2007), p. 151.
12. ↑  Khalid (2006), p. 236.
13. ↑  ÖZTÜRK, SELİM (May 2012). THE BUKHARAN EMIRATE AND TURKESTAN UNDER RUSSIAN RULE IN THE REVOLUTIONARY ERA: 1917 - 1924 (PDF) (A Master’s Thesis). Department of International Relations İ hsan Doğramacı Bilkent University Ankara. p. 47. Archived from the original (PDF) on 22 October 2016.
14. ↑  Kirill Nourzhanov; Christian Bleuer (8 October 2013). Tajikistan: A Political and Social History. ANU E Press. pp. 23–. ISBN 978-1-925021-16-5.
15. ↑  Andrew D. W. Forbes (9 October 1986). Warlords and Muslims in Chinese Central Asia: A Political History of Republican Sinkiang 1911-1949. CUP Archive. pp. 16–. ISBN 978-0-521-25514-1.
16. ↑  Alexandre Bennigsen; Chantal Lemercier-Quelquejay; Central Asian Research Centre (London, England) (1967). Islam in the Soviet Union. Praeger. p. 15.
17. ↑  Andrew D. W. Forbes (9 October 1986). [httahUKEwizlorbxvvLAhVE7RQKHXo3A88Q6AEIIzAB#v=onepage&q=beware%20of%20associating%20themselves%20with%20a%20people%20who%20are%20entirely%20without%20religion%20and%20who%20would%20harm%20them%20and%20mislead%20their%20women&f=false Warlords and Muslims in Chinese Central Asia: A Political History of Republican Sinkiang 1911-1949]. CUP Archive. pp. 17–. ISBN 978-0-521-25514-1. {{cite book}}: Check |url= value (help)
18. ↑  Ildikó Bellér-Hann (2007). Situating the Uyghurs Between China and Central Asia. Ashgate Publishing, Ltd. pp. 166–. ISBN 978-0-7546-7041-4.
19. ↑  Situating the Uyghurs Between China and Central Asia. Ashgate Publishing, Ltd. 2007. pp. 167–. ISBN 978-0-7546-7041-4. {{cite book}}: Unknown parameter |aps://books.google.com/books?id= ignored (help)
20. ↑  James A. Millward (2007). Eurasian Crossroads: A History of Xinjiang. Columbia University Press. pp. 174–. ISBN 978-0-231-13924-3.
21. ↑  James A. Millward (2007). Eurasian Crossroads: A History of Xinjiang. Columbia University Press. pp. 203–. ISBN 978-0-231-13924-3.
22. ↑  Ondřej Klimeš (8 January 2015). Struggle by the Pen: The Uyghur Discourse of Nation and National Interest, c.1900-1949. BRILL. pp. 80–. ISBN 978-90-04-28809-6.
23. ↑  Clark, William (2011). "Ibrahim's story" (PDF). Asian Ethnicity. Taylor & Francis. 12 (2): 203, 207–208, 218. doi:10.1080/14631369.2010.510877. ISSN 1463-1369. Retrieved 4 August 2016.
24. 1 2 3 4  Khalid (2006), p. 241.
25. ↑  Khalid (2001), p. 172.